# 尼克斯維爾 (亞利桑那州)
尼克斯維爾（英語：Nicksville）是位於美國亞利桑那州科奇斯縣的一個非建制地區。該地的面積和人口皆未知。

## 地理
尼克斯維爾的座標為31°26′18″N 110°14′56″W / 31.43833°N 110.24889°W，而該地的平均海拔高度為1468米（即4816英尺）。